# Thomas Schneider (Ägyptologe)
Thomas Schneider (* 6. September 1964 in Göttingen) ist ein deutscher Ägyptologe.

## Ausbildung und Werdegang
Thomas Schneider begann 1984 sein Studium an der Universität Zürich mit den Studienfächern Geschichte, Ägyptologie und Hebräisch. Er wechselte 1986 an die Universität Basel, wo er 1990 seinen M. A. in Ägyptologie, Alter Geschichte und Altes Testament abschloss. Weitere Stationen sind das Collège de France in Paris und sein Abschluss zum Dr. phil. in Ägyptologie an der Universität Basel im Jahr 1996. Seine Habilitation erfolgte 1999 an der Universität Basel.
Bevor Thomas Schneider 2005 die Professur für Ägyptologie an der University of Wales in Swansea erhielt, war er Gastprofessor an den Universitäten in Wien, Warschau und Heidelberg, Professor der Nationalen Schweizer Wissenschaftsstiftung am Institut für Ägyptologie in Basel und war am Projekt MISR (Mission Siptah-Ramses X. im Tal der Könige) der Universität Basel beteiligt. Seit 2007 ist er Associate Professor für Ägyptologie und den Nahen Osten an der University of British Columbia.

## Arbeitsgebiete
Seit 1987 führt Thomas Schneider verschiedene Forschungsarbeiten in Ägypten durch. Seine Hauptforschungsgebiete sind die politische, kulturelle und intellektuelle Geschichte Ägyptens, die Verbindung des Alten Ägypten zum Nahen Osten, Nordafrika und der Ägäis sowie ägyptische Phonetik und der Vergleich ägyptisch-afroasiatischer Sprachen, ferner die Geschichte der Ägyptologie.

## Veröffentlichungen (Auswahl)
- Asiatische Personennamen in ägyptischen Quellen des Neuen Reiches (= Orbis biblicus et orientalis. Band 114). Vandenhoeck & Ruprecht, Freiburg (Schweiz) 1992, ISBN 3-525-53748-4.
- Ausländer in Ägypten während des Mittleren Reiches und der Hyksoszeit. Teil 1: Die ausländischen Könige (= Ägypten und Altes Testament. Band 42). Harrassowitz, Wiesbaden 1998, ISBN 3-447-04049-1.
- Lexikon der Pharaonen. Albatros, Düsseldorf 2002, ISBN 3-491-96053-3.
- Ausländer in Ägypten während des Mittleren Reiches und der Hyksoszeit. Teil 2: Die ausländische Bevölkerung (= Ägypten und Altes Testament. Band 42). Harrassowitz, Wiesbaden 2003, ISBN 3-447-04906-5.
- Die 101 wichtigsten Fragen – Das Alte Ägypten (= Beck’sche Reihe Band 7026; C. H. Beck Wissen). Beck, München 2010, ISBN 978-3-406-59983-5.
- Ägyptologen im Dritten Reich. Biographische Notizen anhand der sogenannten „Steindorff-Liste“. In: Thomas Schneider, Peter Raulwing  (Hrsg.): Egyptology from the First World War to the Third Reich. Ideology, scholarship and individual biographies. Brill, Leiden, 2013, ISBN 978-90-04-24329-3, S. 120–247.